# Conostylis
Conostylis R.Br. – rodzaj roślin z rodziny hemodorowatych. Obejmuje 45 gatunków występujących endemicznie w zachodniej Australii. 
Nazwa naukowa rodzaju pochodzi od łacińskich słów conus – stożek i stylus – szyjka słupka, i odnosi się do stożkowato zwężającej się nasady szyjki słupka w kwiatach tych roślin.

## Morfologia
PokrójWieloletnie rośliny zielne, kępiaste, płożące się lub rozrastające przez stolony.
PędyProste lub rozgałęzione, giętkie
LiścieRównowąskie, spłaszczone lub okrągłe na przekroju, nagie, szczeciniasto owłosione.
KwiatyZebrane od jednego do wielu w główkowaty lub wierzchotkowaty (opisywany też jako baldachogroniasty), wielo- lub jednostronny kwiatostan, wyrastający na głąbiku. Kwiaty siedzące lub krótko szypułkowe, wzniesione lub rozpostarte, kutnerowate, pokryte pierzastymi, żółtymi, kremowymi, pomarańczowymi lub fioletowymi włoskami. Okwiat zwykle promienisty, żółty, długości 5–25 mm, w dolnej połowie rurkowaty, łatki tej samej wielkości, wzniesione do rozpostartych. Sześć pręcików osadzonych blisko wierzchołka rurki okwiatu. Pylniki skierowane do wewnątrz. Główki pręcików zwykle pozbawione wyrostków. Słupek pośredni (dolny). Zalążnia przylegająca do okwiatu, w każdej komorze zawierająca od kilku do wielu zalążków. Szyjka słupka zwykle prosta. Znamię drobno trójklapowane.
OwoceZwykle jajowata torebka.
Gatunki podobneRośliny z gatunku Blancoa canescens, posiadające duże, czerwone, rurkowato-dzwonkowate, zwisłe kwiaty zebrane w jednostronne grona.

## Genetyka
Haploidalna liczba chromosomów n wynosi 4, 5, 6, 7, 8, 14, 16, 21, 28.

## Systematyka

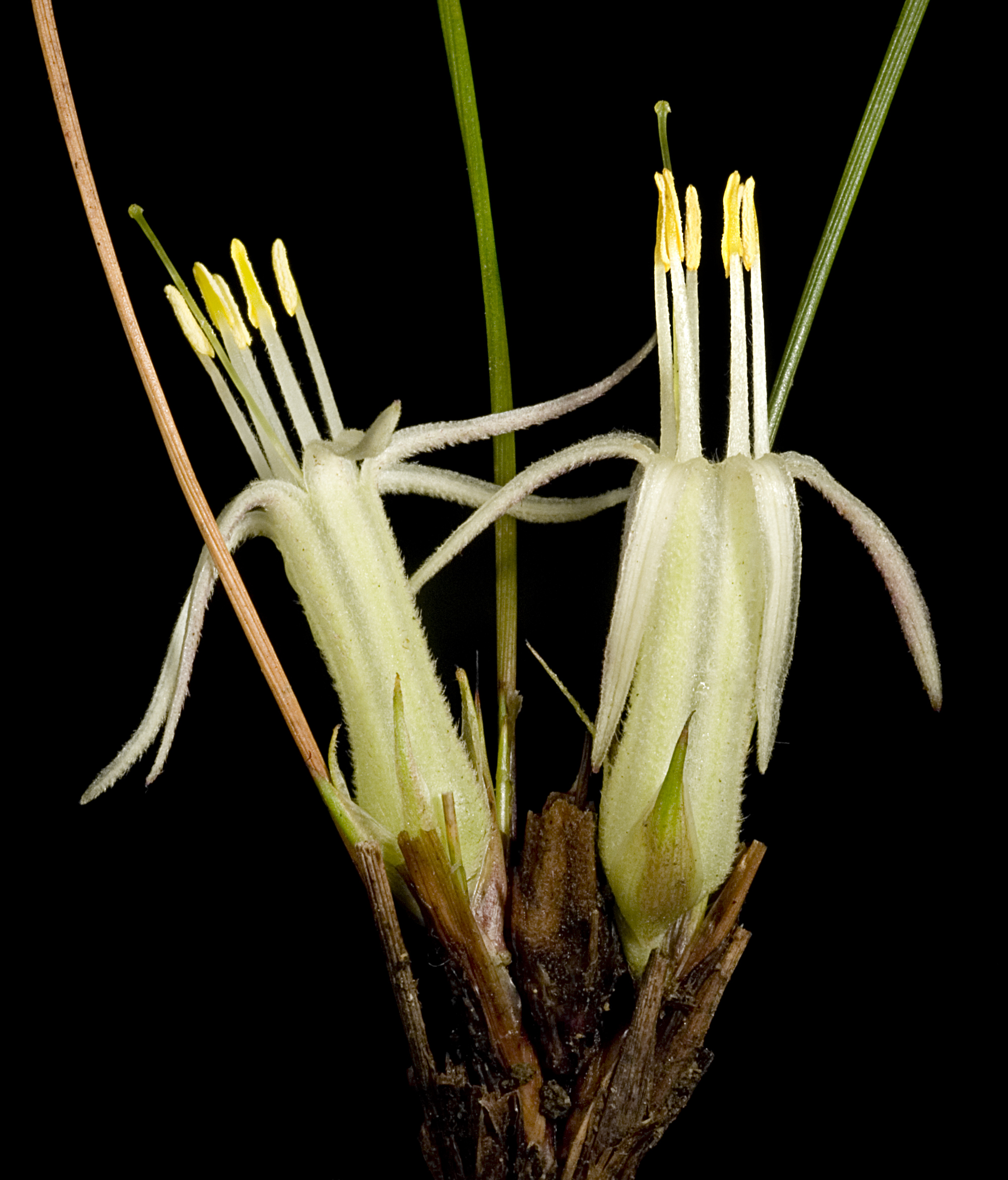
Conostylis androstemma

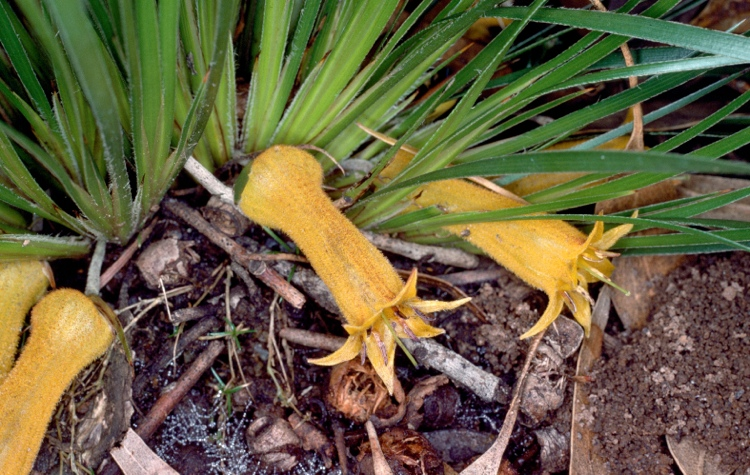
Conostylis bealiana

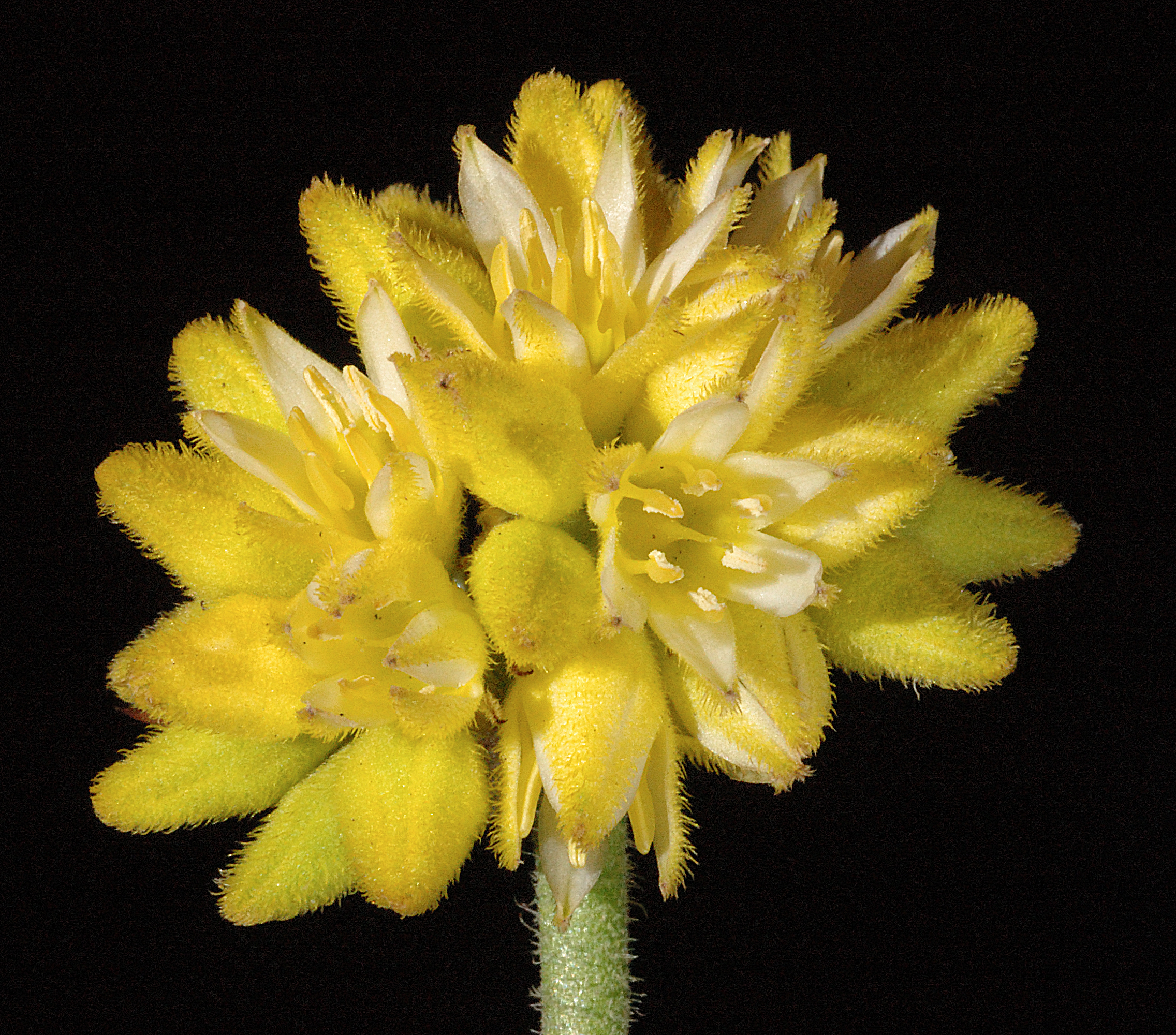
Conostylis aculeata

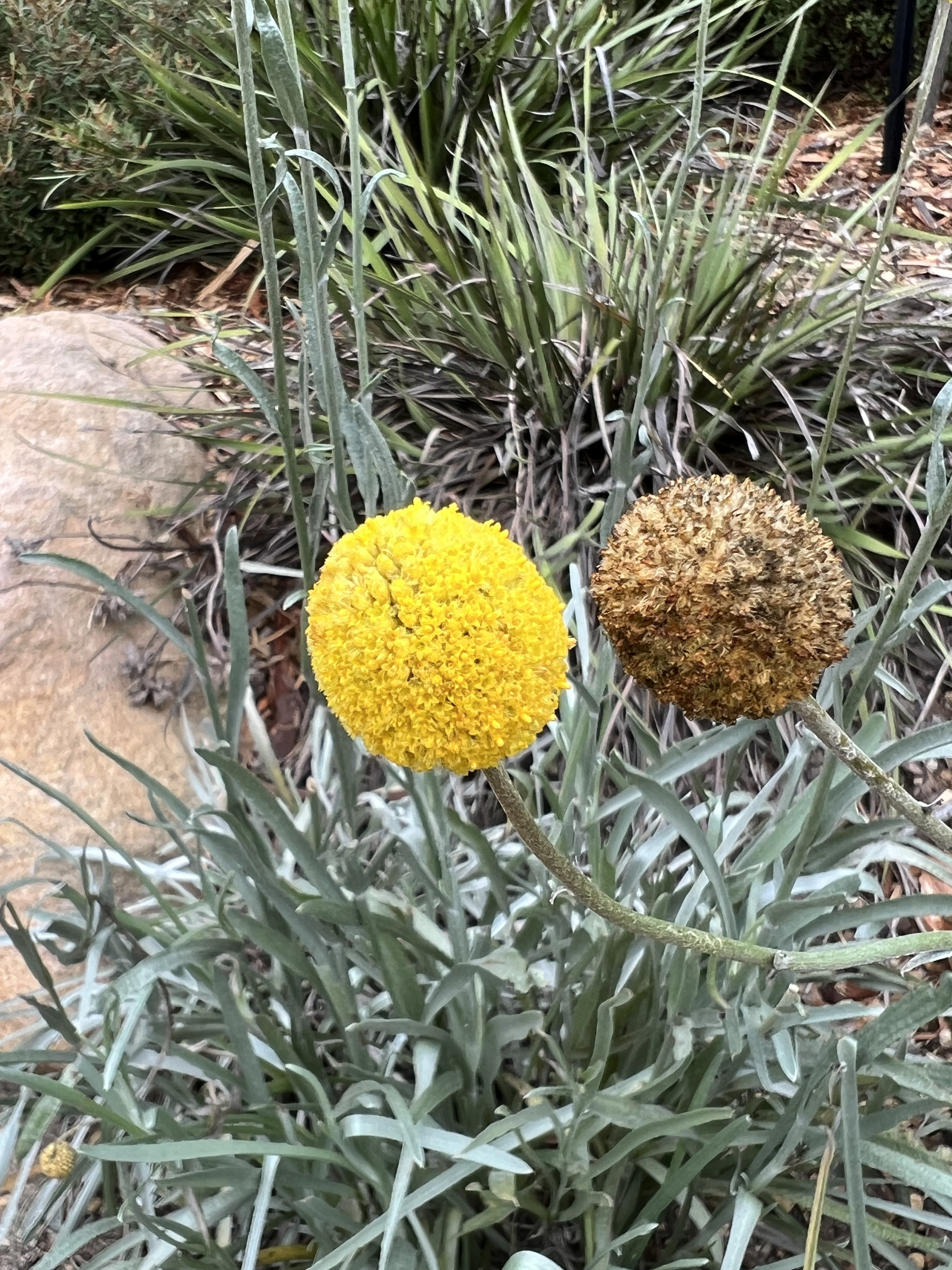
Conostylis candicans

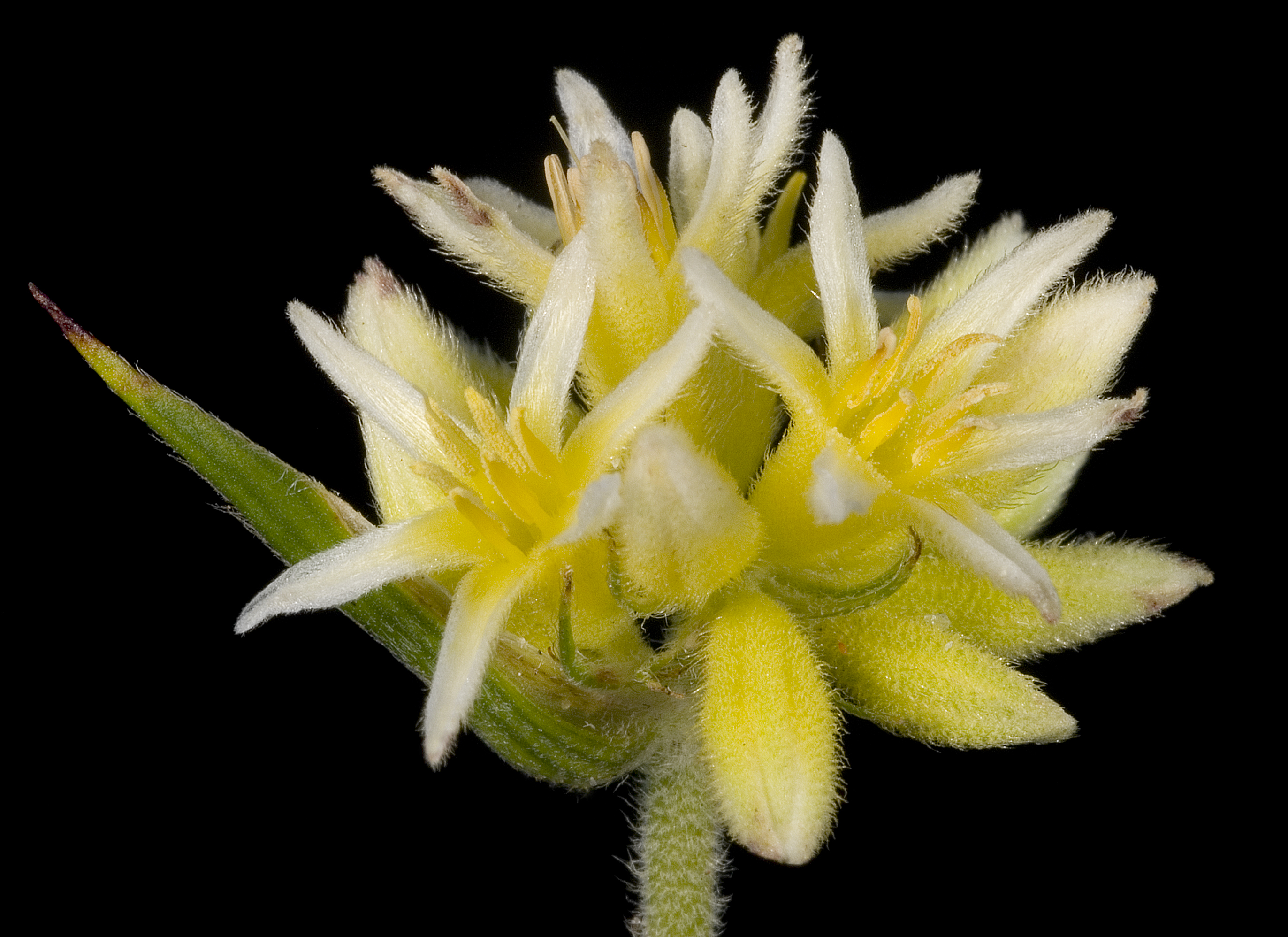
Conostylis crassinervia

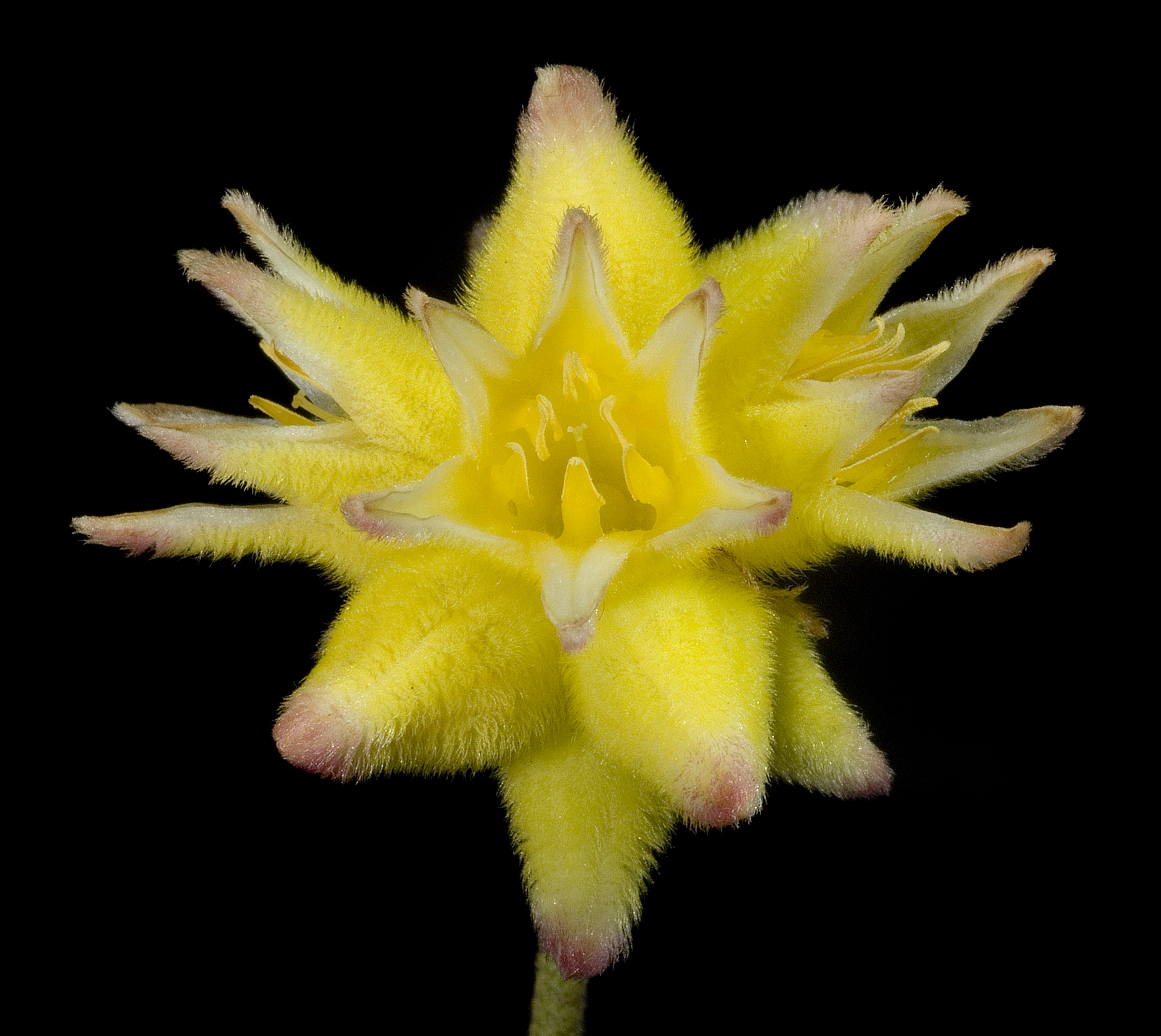
Conostylis aurea

Pozycja systematycznaRodzaj z plemienia Conostylideae podrodziny Conostylidoideae w rodzinie hemodorowatych (Haemodoraceae) w rzędzie komelinowców (Commelinales). W systemie Takhtajana z 1997 r. zaliczany do rodziny Conostylidaceae w rzędzie Haemodorales.
Zgodnie z wynikami badań filogenetycznych rodzaj jest monofiletyczny i siostrzany do rodzaju Blancoa.
Wykaz gatunków zgodnie z podziałem rodzaju według Hoppera (1987)
- podrodzaj Androstemma (Lindley) Hopper –  okwiat długości 25–65 mm, z czego łatki 14–25 mm
  - Conostylis androstemma F.Muell.
  - Conostylis argentea (J.W.Green) Hopper
- podrodzaj Greenia (Geer.) Hopper – okwiat długości 25–65 mm, z czego łatki 4–7,5 mm
  - Conostylis albescens Hopper
  - Conostylis bealiana F.Muell.
- podrodzaj Brachycaulon (Benth.) Hopper – okwiat długości 5–20 mm, klapowany niemal do zalążni, pręciki wzniesione, wygięte do wewnątrz, pylniki tworzące ciasny pierścień wokół szyjki słupka
  - Conostylis breviscapa R.Br.
- podrodzaj Bicolorata Hopper – okwiat długości 5–20 mm, krótko lub umiarkowanie rurkowaty poniżej łatek, pręciki wzniesione lub rozpostarte, proste, pręciki nie przylegające ściśle do siebie, liście okrągłe na przekroju, sztywne, nagie, kwiatostan siedzący, kwiaty siedzące, pylniki białe, na przemian długie i krótkie 
  - Conostylis vaginata Endl.
- podrodzaj Conostylis – okwiat długości 5–20 mm, krótko lub umiarkowanie rurkowaty poniżej łatek, pręciki wzniesione lub rozpostarte, proste, pręciki nie przylegające ściśle do siebie, liście płaskie lub okrągłe na przekroju, giętkie lub sztywne, nagie lub owłosione, kwiaty siedzące lub szypułkowe, pylniki żółte, białe lub kremowe, jednakowej długości, zalążki liczne na kulistym łożysku
  - Conostylis aculeata R.Br.
  - Conostylis bracteata Endl.
  - Conostylis candicans Endl.
  - Conostylis festucacea Endl.
  - Conostylis juncea Endl.
  - Conostylis laxiflora Benth.
  - Conostylis lepidospermoides Hopper
  - Conostylis misera Endl.
  - Conostylis pauciflora Hopper
  - Conostylis prolifera Benth.
  - Conostylis robusta Diels & E.Pritz.
  - Conostylis seorsiflora F.Muell.
  - Conostylis serrulata R.Br.
  - Conostylis stylidioides F.Muell.
- podrodzaj Pendula Hopper – okwiat długości 5–20 mm, krótko lub umiarkowanie rurkowaty poniżej łatek, pręciki wzniesione lub rozpostarte, proste, nie przylegające ściśle do siebie, liście płaskie lub okrągłe na przekroju, giętkie lub sztywne, nagie lub owłosione, kwiaty siedzące lub szypułkowe, pylniki żółte, białe lub kremowe, jednakowej długości, zalążki nieliczne, zwisające z tarczowatego łożyska lub rzadziej kilka na bocznych i dolnych ścianach kulistego łożyska
  - sekcja Catospora Benth. – kwiaty krótko szypułkowe, szypułki długości 0,5–2 mm, łącznik grzbietowo zbiegający od podstawy ku górze, bez wyrostków, kwiatostan zwięzło wiechowaty lub główkowaty, albo jednokwiatowy 
    - Conostylis canteriata Hopper
    - Conostylis caricina Lindl.
    - Conostylis crassinerva J.W.Green
    - Conostylis deplexa J.W.Green
    - Conostylis dielsii W.Fitzg.
    - Conostylis drummondii Benth.
    - Conostylis latens Hopper
    - Conostylis micrantha Hopper
    - Conostylis petrophiloides F.Muell. ex Benth.
    - Conostylis pusilla Endl.
    - Conostylis rogeri Hopper
    - Conostylis setigera R.Br.
    - Conostylis setosa Lindl.
    - Conostylis teretifolia J.W.Green
    - Conostylis teretiuscula F.Muell.
    - Conostylis villosa Benth.
    - Conostylis wonganensis Hopper

  - sekcja Divaricata Hopper – kwiaty krótko szypułkowe, szypułki długości 3–6 mm, łącznik grzbietowo zbiegający od podstawy ku górze, bez wyrostków, kwiatostan luźno wiechowaty
    - Conostylis neocymosa Hopper
    - Conostylis phathyrantha Diels & E.Pritz.

  - sekcja Appendicula Geer. – kwiaty siedzące, łącznik grzbietowo zbiegający od środka ku górze, zwykle z dwoma wzniesionymi, rogowatymi wyrostkami 
    - Conostylis angustifolia Hopper
    - Conostylis aurea Lindl.
    - Conostylis hiemalis Hopper
    - Conostylis resinosa Hopper
    - Conostylis seminuda Hopper
    - Conostylis tomentosa Hopper

W świetle badań molekularnych z 2006 roku wszystkie wyróżnione w 1987 roku podrodzaje (z wyjątkiem Conostylis) są parafiletyczne. W obrębie rodzaju wyróżnialne są natomiast dwa monofiletyczne klady, z których żaden jednak nie posiada rozpoznawalnych synapomorfii morfologicznych:
- klad A, obejmujący podrodzaj Conostylis oraz sekcję Appendicula z podrodzaju Pendula,
- klad B, obejmujący wszystkie pozostałe gatunki.

## Znaczenie użytkowe
Dwa gatunki: Conostylis aculeata i C. candicans uprawiane są jako rośliny ozdobne.